# Tân Bình, Đồng Xoài
Tân Bình là một phường thuộc thành phố Đồng Xoài, tỉnh Bình Phước, Việt Nam.
Phường Tân Bình có diện tích 5,52 km², dân số năm 1999 là 6.786 người, mật độ dân số đạt 1.229 người/km².

## Hành chính
Phường Tân Bình được chia thành 5 khu phố: Tân Trà 1, Tân Trà 2, Tân Bình, Thanh Bình, Xuân Bình